# Ameiva quadrilineata
L'Ameiva quadrilineata, (Ameiva quadrilineata , Hallowell, 1861) è una specie di lucertola che fa parte della famiglia dei Teiidi

## Descrizione
L'Ameiva quadrilineata è una specie molto simile all'Ameiva festiva.

## Distribuzione e habitat
Vive in alcune zone dell'America centrale quali: Costa Rica, Nicaragua e Panama.

## Biologia
È una specie prevalentemente insettivora.